# Associação Beneficente de Capelania Social
A Associação Beneficente de Capelania Social (ABECAS) é uma organização não governamental brasileira, interdenominacional e de ajuda humanitária cristã, pioneira na oferta de capelania civil no estado do Pará.
Atua na promoção da dignidade humana por meio de capelania social, assistência espiritual, cursos de capacitação e ações solidárias voltadas a populações em situação de vulnerabilidade. Seus projetos alcançam dependentes químicos, moradores de rua, detentos, egressos do sistema penal, mulheres em situação de violência, pacientes hospitalares, idosos institucionalizados e comunidades periféricas.
A ABECAS reúne milhares de voluntários e capelães em diversas regiões do Brasil, com atuação baseada em valores cristãos e humanitários, especialmente os princípios de compaixão, acolhimento e serviço ao próximo.

## História
A ABECAS foi fundada em 15 de novembro de 2010, na cidade de Belém do Pará, por Janildo Monteiro, que havia concluído um curso de capelania ministrado por uma instituição de outro estado. À época, não havia nenhuma capelania civil organizada no Pará. Diante dessa ausência, surgiu a iniciativa de criar uma entidade local, com base voluntária e inspiração cristã, capaz de unir fé e ação social no atendimento direto a pessoas excluídas das estruturas tradicionais de assistência.
As primeiras ações ocorreram no bairro da Condor, em Belém, onde um pequeno grupo de voluntários passou a visitar presídios, hospitais, casas de acolhimento e comunidades vulneráveis. As visitas incluíam escuta, aconselhamento espiritual, oração e auxílio humanitário, marcando o início de uma missão que cresceria de forma estruturada ao longo dos anos.
Em 2012, foi realizado o primeiro curso de capacitação promovido diretamente pela ABECAS, voltado à formação de novos capelães voluntários. Com isso, a organização ampliou sua atuação e consolidou diferentes frentes, como a Capelania Prisional, Hospitalar, Social, com Idosos, Feminina e Militar Voluntária. Inspirada por passagens bíblicas como Mateus 25:35–36 e Atos 2:42, a ABECAS consolidou-se como a primeira entidade de capelania civil no estado do Pará.
Ainda na década de 2010, firmou parcerias com igrejas, escolas, órgãos públicos e organizações civis, ampliando seu alcance por meio de cursos profissionalizantes, ações de saúde, palestras motivacionais e campanhas solidárias. Com crescimento orgânico e engajamento contínuo, a ABECAS tornou-se referência regional na articulação entre espiritualidade e transformação social.

## Missão e atuação
A missão da ABECAS é promover o acolhimento, a escuta e o fortalecimento espiritual de pessoas em situação de vulnerabilidade social, por meio da capelania e da assistência solidária, com base em princípios cristãos e humanitários. Ao unir fé e ação concreta, a organização atua no enfrentamento das desigualdades sociais e espirituais, buscando restaurar a dignidade e o sentido de pertencimento daqueles que vivem à margem da sociedade.
Sua atuação abrange múltiplas frentes, entre elas a capelania prisional, hospitalar, social, com idosos, feminina e militar voluntária. Em cada uma dessas áreas, os voluntários oferecem apoio emocional, espiritual, humanitário e formativo, construindo redes de cuidado, escuta e restauração. A ABECAS também promove cursos de capacitação profissional, oficinas educativas, atividades de saúde comunitária e projetos voltados à reinserção social de egressos do sistema penal, mulheres em situação de violência, dependentes químicos e pessoas em situação de rua.
A visão da organização é ser uma referência nacional em capelania social interdenominacional, reconhecida pela excelência na atuação voluntária e pelo compromisso com a transformação humana e espiritual das pessoas atendidas. Essa atuação está fundamentada em valores como o amor ao próximo, a compaixão, a ética, o respeito à diversidade, a fé com responsabilidade e a busca pela justiça social. A ABECAS acredita que a espiritualidade cristã, vivida de forma prática e comprometida, tem poder para restaurar vidas, fortalecer vínculos e construir caminhos reais de dignidade e esperança.